# (725) Amanda
(725) Amanda – planetoida z pasa głównego asteroid okrążająca Słońce w ciągu 4 lat i 47 dni w średniej odległości 2,57 au. Została odkryta 21 października 1911 roku w Obserwatorium Uniwersyteckim w Wiedniu przez Johanna Palisę. Nazwa planetoidy pochodzi od Amandy Schorr, żony niemieckiego astronoma Richarda Schorra. Przed nadaniem nazwy planetoida nosiła oznaczenie tymczasowe (725) 1911 ND.